# Datamost
Datamost est une société d'édition de logiciels et de livres d'informatique fondée par David Lawrence Gordon en 1981 et basé à Chatsworth en Californie. Active de 1981 à 1984, la société produit des jeux et d'autres logiciels principalement pour Apple II, Commodore 64, les ordinateurs Atari 8-bit ainsi que quelques PC. Elle édite aussi des documents éducatifs et de référence relatifs aux ordinateurs et à la programmation informatique.

## Historique
Datamost est fondé en 1981  par David Lawrence Gordon. Celui-ci commence à s’intéresser aux micro-ordinateurs en 1976 et achète alors un TRS-80 et un Commodore PET, avant de les remplacer par un Apple II début 1977. Il commence sa carrière dans l’informatique en récupérant, en copiant et en distribuant des programmes pour cette machine et se lie alors d’amitié avec plusieurs personnalités d’Apple dont Steve Jobs, Steve Wozniak et Mike Markkula. Il rencontre ensuite Mel Norell, qui gère à l’époque une petite société d’édition de logiciel, avec qui il fonde la société Programma International en 1978. Celle-ci devient l’un des premiers distributeurs de masse de logiciels pour micro-ordinateurs, avec plusieurs centaines de programmes distribués à son apogée en 1980. La société grandie cependant trop vite et, du fait d’une gamme de produit inégale et inadaptée, elle fait face à de nombreux retours de clients mécontent et ne tarde pas à rencontrer des difficultés économiques. En octobre 1980, ses fondateurs vendent donc Programma International à Hayden Book Company. David Gordon reste dans la société en tant que vice-président et manager général jusqu’au printemps 1981 puis décide à l’automne de fonder une nouvelle société d’édition qu’il baptise Datamost.
La société commence ses activités avec la publication en octobre 1981 du livre Using 6502 Assembly Language de Randy Hyde qui se vend à plus de trente-mille exemplaires,. Elle poursuit ensuite sur sa lancée avec la publication de deux jeux d’action – Thief de Bob Flanagan et Snack Attack de Dan Illowsky – qui rencontre un certain succès commercial. Snack Attack reste ainsi pendant plusieurs mois dans le classement des jeux vidéo sur ordinateurs les plus vendus de magazine Softalk et atteint même la troisième place pendant l’été 1982. L’entreprise connait ainsi une croissance rapide et début 1982, David Gordon recrute son premier employé, Sandy Wiviott, avant de déménager la jeune société de sa maison dans des locaux dédiés. Il élargit ensuite considérablement sa gamme de produits, principalement avec des jeux, ce qui permet à l’entreprise de faire une apparition remarquée lors de la septième West Coast Computer Faire et de l’Applefest et de réaliser un chiffre d’affaires de 2 000 000 $ en 1982. En 1983, la société compte une soixantaine d’employés et travaille avec une trentaine d’auteurs indépendants. Elle prévoit alors de réaliser un chiffre d’affaires de plus de 10 000 000 $ , dont environ 5 000 000 $ pour sa division livre.
A l’été 1984, Datamost doit demander à ses créditeurs un délai supplémentaire pour honorer ses dettes du fait de difficultés financières liées à des dépenses de marketing et à des stocks trop importants, à des embauches anticipées et a un trop grand nombre de projets en cours.

## Produits

### Jeux vidéo
| Année | Titre                           | Développeur                     | Genre                | Plate-forme                 |
| ----- | ------------------------------- | ------------------------------- | -------------------- | --------------------------- |
| 1981  | Snack Attack (en)               | Dan Illowsky                    | Jeu de labyrinthe    | Apple II                    |
| 1981  | Thief (en)                      | Bob Flanagan                    |                      | Apple II                    |
|       |                                 |                                 |                      |                             |
| 1982  | Aztec                           | Paul Stephenson                 | Jeu de plates-formes | Apple II – Atari 8-bit, C64 |
| 1982  | Bilestoad                       | Marc Goodman                    | Jeu de combat        | Apple II – C64              |
| 1982  | Casino,                         | Bob Rosen                       | Jeu de cartes        | Apple II                    |
| 1982  | County Fair                     |                                 |                      |                             |
| 1982  | Crazy Mazey,                    | Ronald Meadows                  | Jeu de labyrinthe    | Apple II                    |
| 1982  | Flip Out                        | Scott Huskey                    |                      |                             |
| 1982  | Gin Rummy                       | Art Carpet                      | Jeu de cartes        | Apple II                    |
| 1982  | Guardian                        | Bob Flanagan                    |                      |                             |
| 1982  | Mars Cars,                      | David Husch                     | Jeu de labyrinthe    | Apple II                    |
| 1982  | Missing Ring (en)               | Terry Romine                    | Jeu vidéo de rôle    | Apple II                    |
| 1982  | Money Munchers (en)             | Bob Bishop                      | Jeu de labyrinthe    | Apple II                    |
| 1982  | Pig Pen,                        | TMQ Software                    | Jeu de labyrinthe    | Apple II                    |
| 1982  | Space Strike (en)               | Michael Abrash                  | Shoot 'em up         | IBM PC                      |
| 1982  | Spectre (en)                    | Bob Flanagan et Scott Miller    | Jeu de labyrinthe    | Apple II                    |
| 1982  | Swashbuckler                    | Paul Stephenson                 | Jeu de combat        | Apple II                    |
| 1982  | Tharolian Tunnels (en)          | Rod Nelsen                      | Shoot 'em up         | Apple II                    |
| 1982  | Tubeway (en)                    | David Arthur et Van Brink       | Shoot 'em up         | Apple II                    |
| 1982  | Vortex                          |                                 | Shoot 'em up         |                             |
| 1982  | World Series Baseball           |                                 | Jeu de sport         |                             |
|       |                                 |                                 |                      |                             |
| 1983  | Argos                           | Ron Lowrance                    | Shoot 'em up         |                             |
| 1983  | Cavern Creatures (en)           | Paul Lowrance                   | Shoot 'em up         | Apple II                    |
| 1983  | Cohen's Towers                  | Frank Cohen et Alan Sinder      | Jeu de plates-formes | Commodore 64                |
| 1983  | Conquering Worlds               | Walter Hochbrueckner            | Wargame              | Apple II                    |
| 1983  | Cosmic Tunnels                  | Tim Ferris                      |                      |                             |
| 1983  | Earthly Delights (en)           | Roger Webster et Daniel Leviton | Jeu d'aventure       | Apple II                    |
| 1983  | Monster Smash                   | Dave Eisler et Mark Riley       |                      | Commodore 64                |
| 1983  | Mating Zone                     | Tom Luhrs                       |                      |                             |
| 1983  | Neon                            | Ray Gari                        |                      |                             |
| 1983  | Night Raiders                   | Peter Filiberti                 |                      |                             |
| 1983  | Pandora's Box                   | Bob Flanagan                    |                      |                             |
| 1983  | Round About                     | Ray Giarratana                  | Shoot 'em up         | Apple II                    |
| 1983  | Space Ark                       | Bob Flanagan                    |                      |                             |
| 1983  | Space Cadette                   | Dan Illowsky                    |                      |                             |
| 1983  | Super Bunny                     | Vic Leone                       | Jeu de plates-formes | Apple II                    |
| 1983  | Tail of Beta Lyrae (en)         | Philip Price                    | Shoot 'em up         | Atari 8-bit                 |
|       |                                 |                                 |                      |                             |
| 1984  | Ankh                            | David Van Brink                 |                      |                             |
| 1984  | Cribbage II                     | Art Carpet                      |                      |                             |
| 1984  | Mabel's Mansion                 | Kevin Bagley                    |                      |                             |
| 1984  | Mr. Robot and His Robot Factory | Ron Rosen                       | Jeu de plates-formes | Atari 8-bit – Apple II, C64 |
| 1984  | My Chess II                     | David Kittinger                 |                      |                             |
| 1984  | Jet-Boot Jack (en)              | Jon Williams                    | Jeu de plates-formes |                             |

### Logiciels
| Année | Titre                        | Développeur           | Genre               | Plate-forme       |
| ----- | ---------------------------- | --------------------- | ------------------- | ----------------- |
| 1982  | Real Estate Analysis Program |                       | Analyse financière  | Apple II          |
| 1982  | Tax Beater,                  | Jack et Carol Lennard | Analyse financière  | Apple II          |
| 1982  | WizPlus                      | Thomas Conner         | Logiciel utilitaire | Apple II          |
| 1982  | Write-On                     |                       | Traitement de texte | Apple II – IBM PC |
| 1983  | Market Technician            | Steven King           | Analyse financière  | Apple II          |

### Publications
- How to Program the Apple II Using 6502 Assembly Language (1981) de Randall Hyde
- The Elementary Commodore-64 (1982) de William B. Sanders, Ph. D.  (ISBN 9780881900019)
- How to Write an Apple Program (1982) de Ed Faulk  (ISBN 978-0835929905)
- P-Source (Inside Apple Pascal) (1982) de Randall Hyde
- Games Apples Play (1983) de Mark James Capella and Michael D. Weinstock  (ISBN 978-0881900606)
- The Elementary Apple (1983) de William B. Sanders  (ISBN 978-0881901597)
- The Atari Experience (1984) de Adrien Z. Lamothe,  (ISBN 9780835901185)
- Atari Roots (1984)  de Mark Andrews  (ISBN 0-88190-171-7)
- The Musical Atari (1984) de Hal Glickman  (ISBN 978-0881903454)
- The Apple Almanac de Eric Goez et William Sanders  (ISBN 9780881901092)
- The Apple Macintosh Primer (1984) de William B. Sanders  (ISBN 978-0881903683)
- Inside Commodore DOS (1984, 1985) de Richard Immers, Ph. D. et Gerald G. Neufeld, Ph. D.  (ISBN 978-0881903669),  (ISBN 0-8359-3091-2)